# Daniela Schmitt

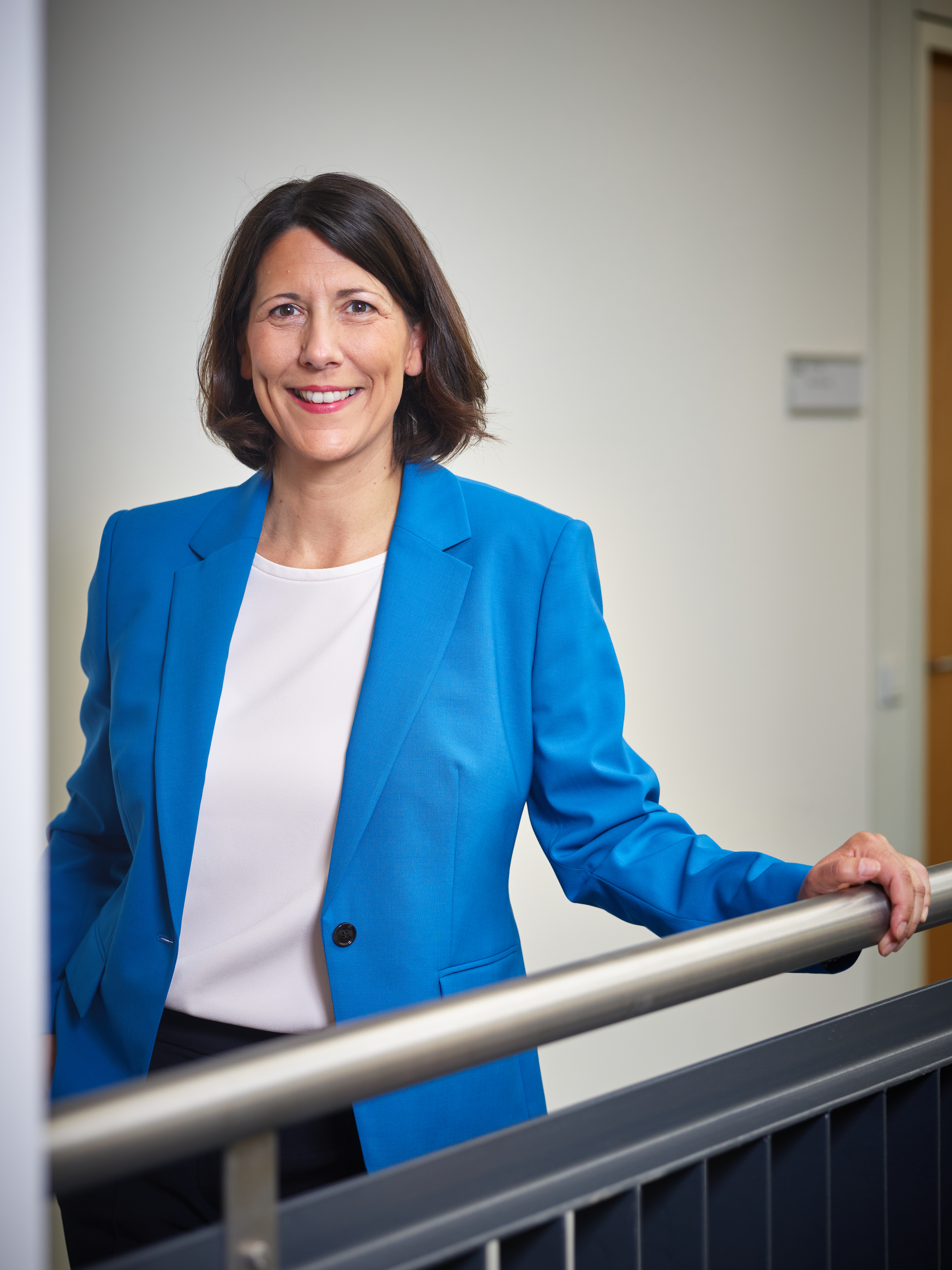
Daniela Schmitt (2021)

Daniela Schmitt (* 5. August 1972 in Alzey) ist eine deutsche Politikerin (FDP). Von Mai 2016 bis Mai 2021 war sie Staatssekretärin im Ministerium für Wirtschaft, Verkehr, Landwirtschaft und Weinbau Rheinland-Pfalz. Seit dem 18. Mai 2021 leitet sie dieses Ministerium als Ministerin und ist Mitglied des rheinland-pfälzischen Landtages. Seit April 2025 ist sie Landesvorsitzende der FDP Rheinland-Pfalz.

## Leben
Daniela Schmitt hat nach einer Ausbildung zur Bankkauffrau zunächst Sparkassenbetriebswirtschaft studiert und 2010/11 an der Frankfurt School of Finance & Management ein Studium zur diplomierten Bankbetriebswirtin erfolgreich abgeschlossen. Sie war von 2011 bis 2016 Direktorin der Regionalmärkte Bingen/Ingelheim und Mainz der Mainzer Volksbank und ehrenamtliche Handelsrichterin beim Landgericht Mainz. Seit 2012 ist sie Mitglied im Hochschulkuratorium der Technischen Hochschule Bingen.

## Politik

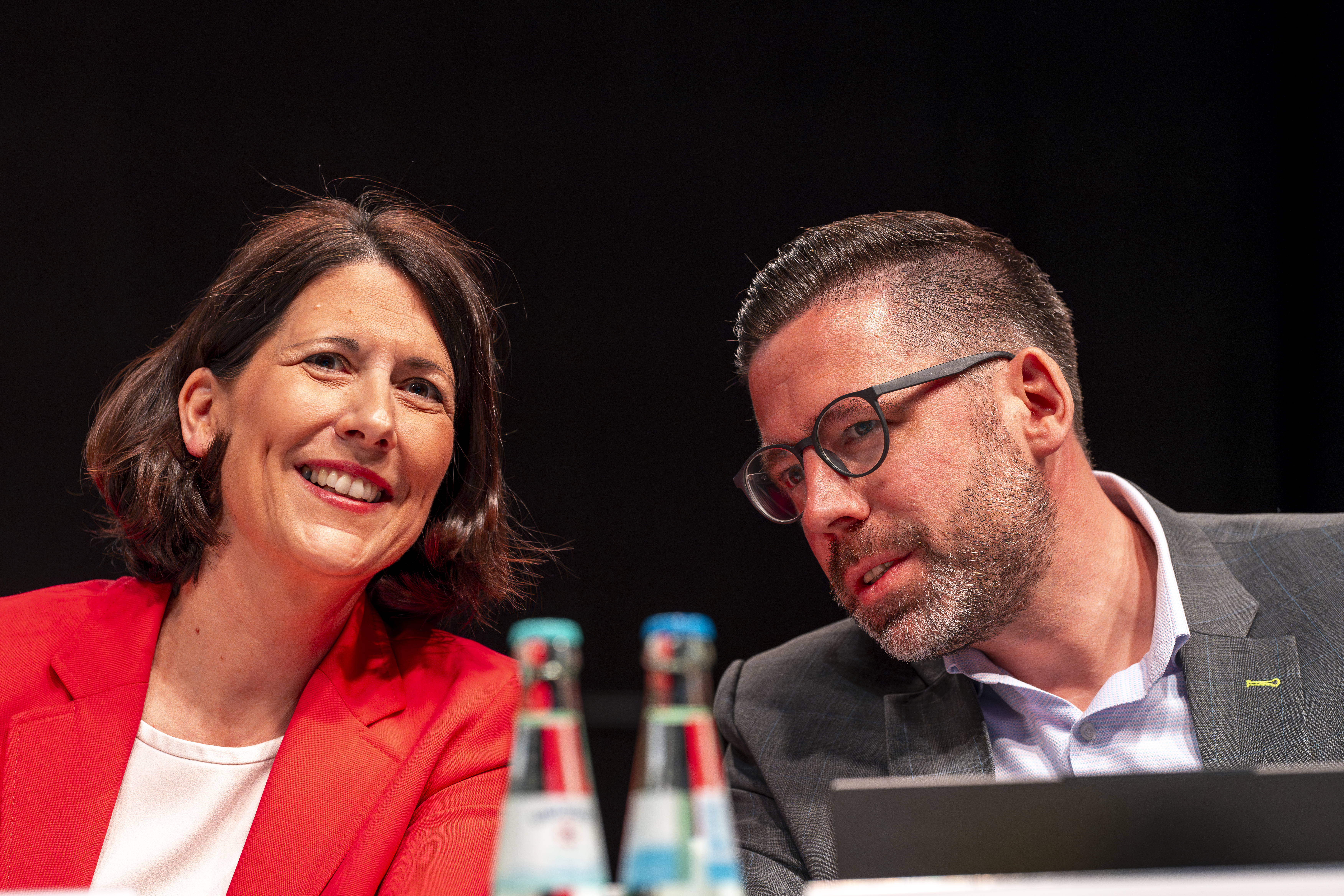
Daniela Schmitt und Philipp Fernis (2025)

2006 trat sie in die FDP ein. Schmitt war von 2013 bis 2025 stellvertretende Landesvorsitzende der FDP Rheinland-Pfalz, seit 2011 Landesvorsitzende des Liberalen Mittelstands Rheinland-Pfalz und seit 2013 Mitglied im Bundesvorstand der FDP. 2021 wurde sie auf dem FDP-Bundesparteitag erneut zur Beisitzerin in den Bundesvorstand gewählt. Ab 2023 war sie Mitglied im Präsidium der Partei. Schmitt wurde am 5. April 2025 mit 67,5 % der Stimmen zur Landesvorsitzenden der FDP Rheinland-Pfalz gewählt. Beim Bundesparteitag im Mai 2025 unterlag Schmitt der bayerischen FDP-Politikerin Susanne Seehofer bei der Wahl in den FDP-Bundesvorstand; Schmitt schied infolge dessen aus demselben aus.
Von Mai 2016 bis Mai 2021 war Schmitt als Staatssekretärin im Ministerium für Wirtschaft, Verkehr, Landwirtschaft und Weinbau Rheinland-Pfalz für Volker Wissing tätig. Im November 2020 wurde sie von der FDP Rheinland-Pfalz als Spitzenkandidatin ihrer Partei für die Landtagswahl 2021 nominiert. Nach der Landtagswahl wählte die FDP-Fraktion am 18. März 2021 Schmitt als Nachfolgerin von Cornelia Willius-Senzer zur Fraktionsvorsitzenden. Da sie zum 18. Mai 2021 das Amt der Ministerin für Wirtschaft, Verkehr, Landwirtschaft und Weinbau antrat, legte sie die Funktion der Fraktionsvorsitzenden nieder. Als Nachfolger wurde Philipp Fernis gewählt.

## Kritik
Daniela Schmitt geriet 2025 in Kritik nachdem bekannt wurde, dass die Firma ihres Ehemannes 2020 Fördergelder der landeseigenen Investitionsbank erhalten hatte, in der Schmitt zu der Zeit stellvertretende Verwaltungsratschefin war. Schmitt war damals als Staatssekretärin im Ministerium für Wirtschaft, Verkehr, Landwirtschaft und Weinbau tätig. Ihrem damaligen Vorgesetzten, Volker Wissing, hatte sie über den Umstand nicht informiert. Ihr Gatte begleitete sie darüber hinaus als einer von 15 Teilnehmern einer Wirtschaftsdelegation auf einer Dienstreise nach Brasilien. Die Delegation nächtigte während der Reise in einem Fünf-Sterne-Hotel an der Copacabana.